# Val Müstair
Val Müstair (niem. Münstertal, wł. Val Monastero) – miejscowość i gmina w Szwajcarii, w kantonie Gryzonia, w regionie Engiadina Bassa/Val Müstair. Gmina leży na wysokości 1 375 m n.p.m. w otoczeniu szczytów Alp Retyckich, w pobliżu przełęczy Ofenpass. Dnem doliny płynie rzeka Rom. Gmina powstała 1 stycznia 2009 r. w wyniku połączenia się sześciu gmin: Fuldera, Lü, Müstair, Santa Maria Val Müstair, Tschierv oraz Valchava. Ośrodek narciarski.

## Demografia
W Val Müstair mieszkają 1 423 osoby. W 2020 roku 6,7% populacji gminy stanowiły osoby urodzone poza Szwajcarią. Około 20% ludności jest niemieckojęzyczna, a około 70% ludności jako pierwszym językiem porozumiewa się w języku retoromańskim.

## Turystyka
W Müstair znajduje się Klasztor benedyktyński św. Jana, który został wpisany na listę światowego dziedzictwa UNESCO. 

## Współpraca
Miejscowość partnerska:
- Thalwil, Zurych

## Transport
Przez teren gminy przebiegają drogi główne nr 28 i nr 559.

## Osoby

### urodzone w Val Müstair
- Dario Cologna, biegacz narciarski

## Galeria

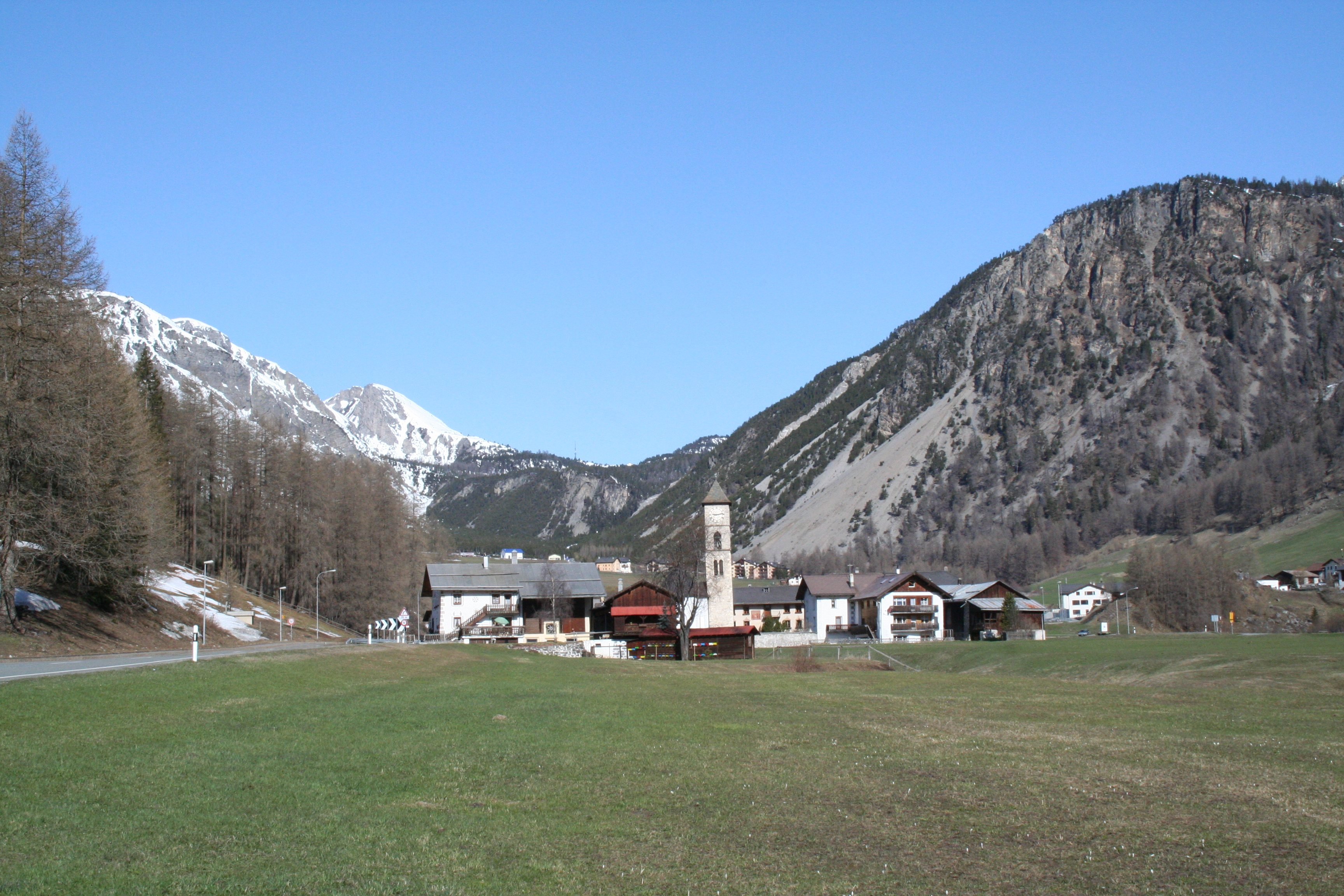
Tschierv
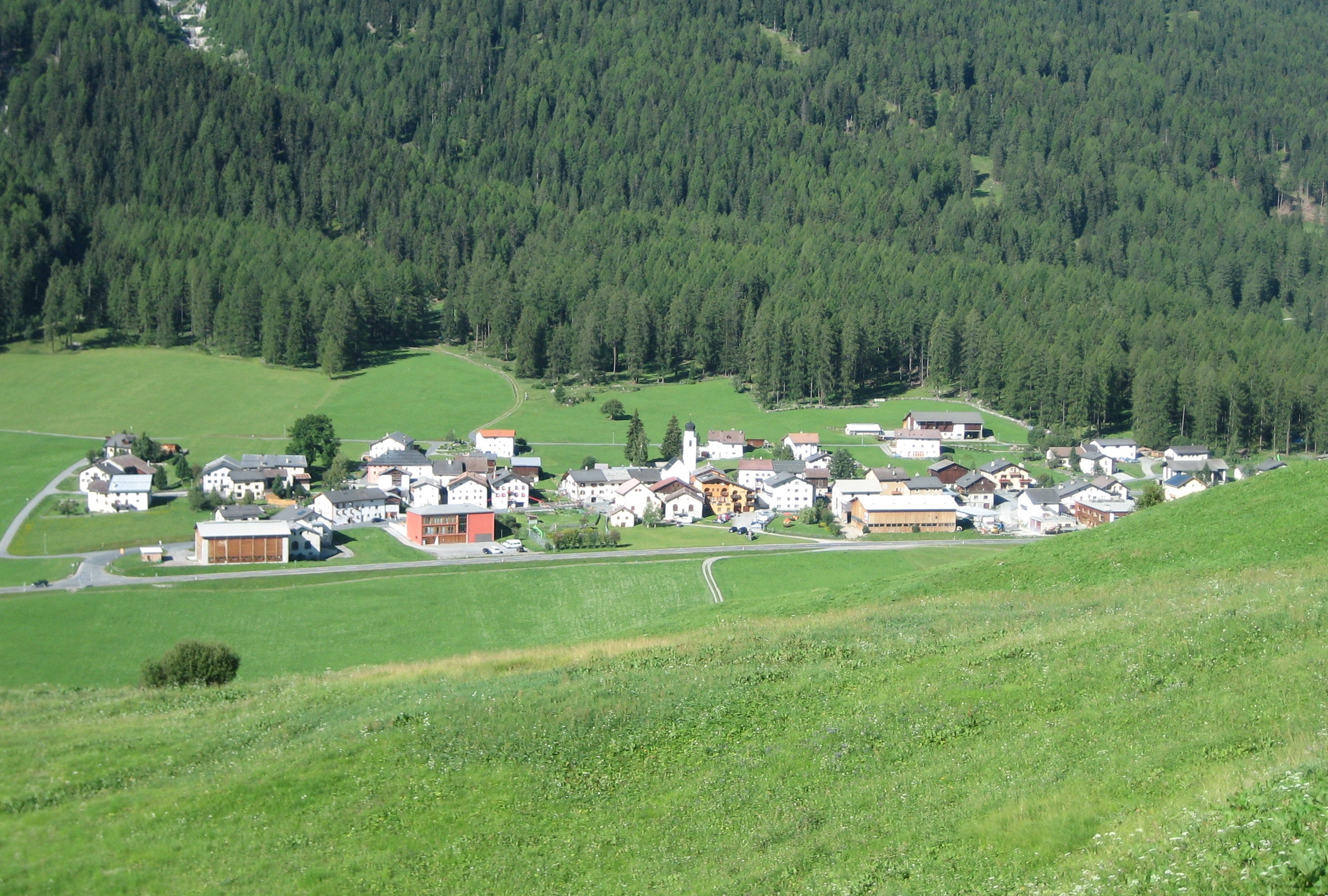
Fuldera
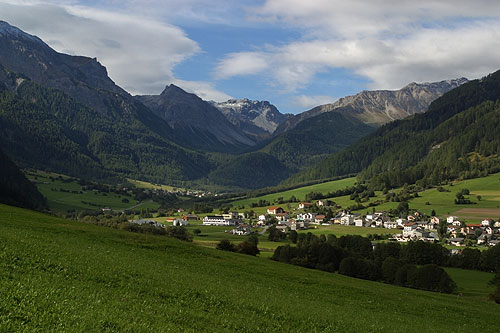
Müstair
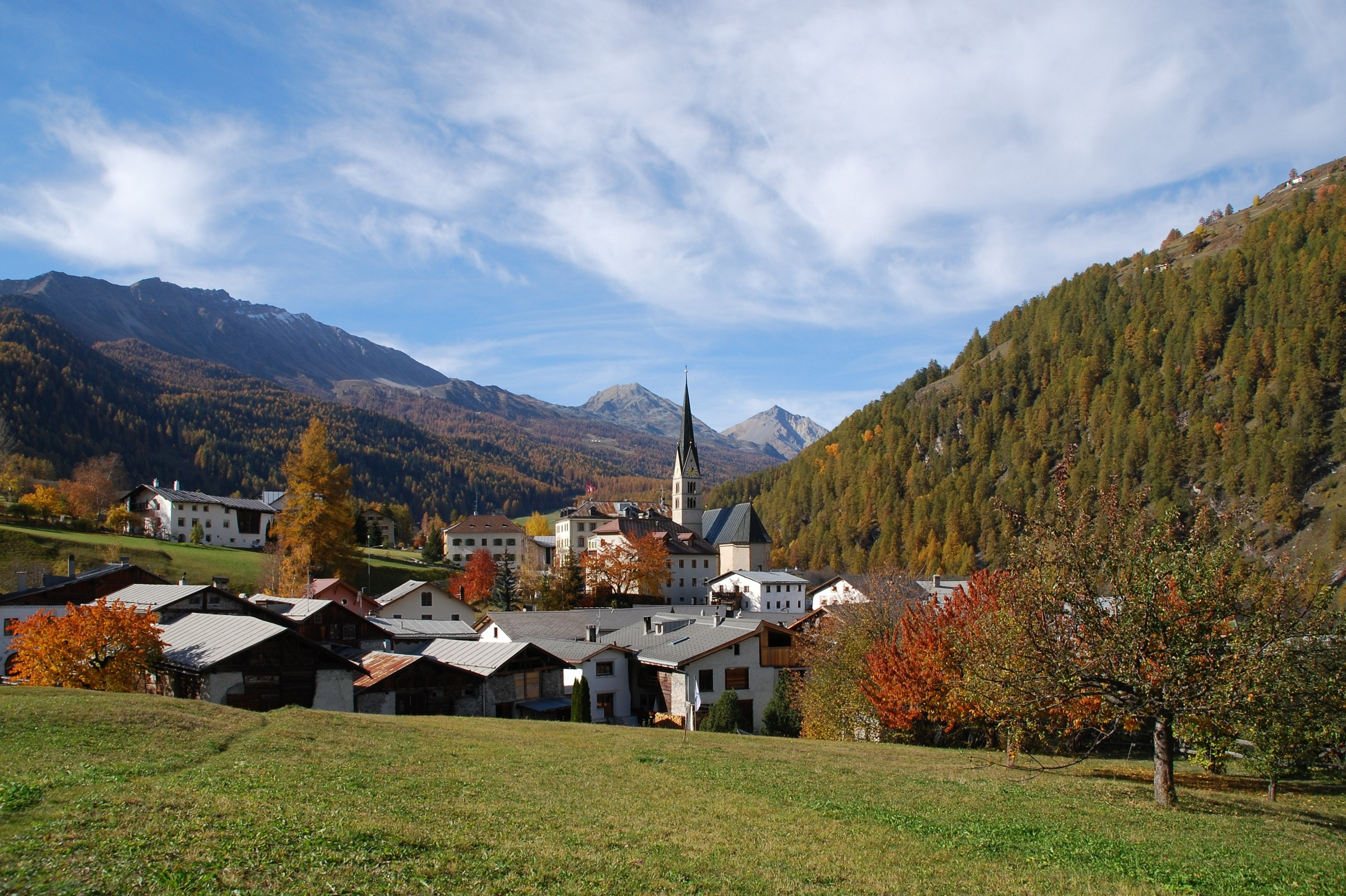
Santa Maria Val Müstair